# Discografia de CPM 22
A discografia da banda de rock brasileira CPM 22 contém duas demos, sete álbuns de estúdio, três álbuns ao vivo, três coletâneas e cinco DVDs.

## Álbuns

### Álbuns de estúdio
| Álbum                                | Detalhes                                                                                  |
| ------------------------------------ | ----------------------------------------------------------------------------------------- |
| A Alguns Quilômetros de Lugar Nenhum | - Lançamento: 31 de julho de 2000 - Formatos: CD - Gravadora: Independente                |
| CPM 22                               | - Lançamento: 2 de novembro de 2001 - Formatos: CD - Gravadora: Arsenal • Abril           |
| Chegou a Hora de Recomeçar           | - Lançamento: 25 de outubro de 2002 - Formatos: CD - Gravadora: Arsenal • Abril           |
| Felicidade Instantânea               | - Lançamento: 11 de abril de 2005 - Formatos: CD - Gravadora: Arsenal • Sony              |
| Cidade Cinza                         | - Lançamento: 28 de novembro de 2007 - Formatos: CD - Gravadora: Arsenal • Universal      |
| Depois de Um Longo Inverno           | - Lançamento: 28 de maio de 2011 - Formatos: CD, download digital - Gravadora: Universal  |
| Suor e Sacrifício                    | - Lançamento: 28 de abril de 2017 - Formatos: CD, download digital - Gravadora: Universal |
| Enfrente                             | - Lançamento: 3 de maio de 2024 - Formatos: CD, download digital - Gravadora: Ditto Music |

### Álbuns ao vivo
| Álbum                  | Detalhes                                                                                     |
| ---------------------- | -------------------------------------------------------------------------------------------- |
| MTV ao Vivo: CPM 22    | - Lançamento: 1 de agosto de 2006 - Formatos: CD - Gravadora: Arsenal • Universal            |
| CPM 22 Acústico        | - Lançamento: 19 de setembro de 2013 - Formatos: CD, download digital - Gravadora: Universal |
| Ao Vivo no Rock in Rio | - Lançamento: 4 de novembro de 2016 - Formatos: CD, download digital - Gravadora: Universal  |

### Coletâneas
| Álbum           | Detalhes                                                                                    |
| --------------- | ------------------------------------------------------------------------------------------- |
| Sem Limite      | - Lançamento: 2008 - Formatos: CD - Gravadora: Universal                                    |
| CPM 22: 20 Anos | - Lançamento: 2 de novembro de 2015 - Formatos: CD, download digital - Gravadora: Universal |

### Álbuns de vídeo
| Álbum                  | Detalhes |
| ---------------------- | --- |
| O Vídeo (1995 a 2003)  | Show no Hangar 110, São Paulo + Videoclipes. - Lançamento: 2003 - Formato: DVD - Gravadora: Arsenal                                     |
| Felicidade Instantânea | Performance em estúdio + Documentário sobre a produção do disco. - Lançamento: 2 de janeiro de 2006 - Formato: DVD - Gravadora: Arsenal |
| MTV ao Vivo: CPM 22    | Show no Espaço das Américas, São Paulo. - Lançamento: 1 de agosto de 2006 - Formato: DVD - Gravadora: Arsenal • Universal               |
| CPM 22 Acústico        | Show no Way of Light, Cotia, São Paulo. - Lançamento: 19 de setembro de 2013 - Formato: DVD - Gravadora: Universal                      |
| Ao Vivo no Rock in Rio | Show no Rock in Rio VI, Rio de Janeiro. - Lançamento: 4 de novembro de 2016 - Formato: DVD - Gravadora: MZA • Universal                 |

### EPs
| Álbum          | Detalhes                                                    |
| -------------- | ----------------------------------------------------------- |
| Como por Moral | - Lançamento: 1996 - Formatos: EP - Gravadora: Independente |
| CPM 22         | - Lançamento: 1998 - Formatos: EP - Gravadora: Independente |

## Singles
| Título                                  | Ano  | Álbum                                |
| --------------------------------------- | ---- | ------------------------------------ |
| "Anteontem"                             | 2000 | A Alguns Quilômetros de Lugar Nenhum |
| "Regina Let's Go!"                      | 2001 | CPM 22                               |
| "Tarde de Outubro"                      | 2001 | CPM 22                               |
| "O Mundo Dá Voltas"                     | 2002 | CPM 22                               |
| "Desconfio"                             | 2002 | Chegou a Hora de Recomeçar           |
| "Dias Atrás"                            | 2003 | Chegou a Hora de Recomeçar           |
| "Não Sei Viver sem Ter Você"            | 2003 | Chegou a Hora de Recomeçar           |
| "Ontem"                                 | 2004 | Chegou a Hora de Recomeçar           |
| "Um Minuto para o Fim do Mundo"         | 2005 | Felicidade Instantânea               |
| "Irreversível"                          | 2005 | Felicidade Instantânea               |
| "Apostas & Certezas"                    | 2006 | Felicidade Instantânea               |
| "Inevitável"                            | 2006 | MTV ao Vivo: CPM 22                  |
| "Além de Nós"                           | 2007 | MTV ao Vivo: CPM 22                  |
| "Nossa Música"                          | 2007 | Cidade Cinza                         |
| "Escolhas, Provas e Promessas"          | 2008 | Cidade Cinza                         |
| "Estranho no Espelho"                   | 2008 | Cidade Cinza                         |
| "Vida ou Morte"                         | 2010 | Depois de Um Longo Inverno           |
| "Hospital do Sofredor"                  | 2011 | Depois de Um Longo Inverno           |
| "Na Medida Certa"                       | 2011 | Depois de Um Longo Inverno           |
| "Abominável"                            | 2012 | Depois de Um Longo Inverno           |
| "Derrota e Glória"                      | 2012 | Não adicionado à nenhum álbum        |
| "CPM 22"                                | 2013 | Depois de Um Longo Inverno           |
| "Perdas"                                | 2013 | CPM 22 Acústico                      |
| "Pra Sempre"                            | 2014 | CPM 22 Acústico                      |
| "Ser Mais Simples"                      | 2017 | Suor e Sacrifício                    |
| "Honrar Teu Nome"                       | 2018 | Suor e Sacrifício                    |
| "Faça Sua Parte" (part. Raimundos)      | 2018 | Não adicionado à nenhum álbum        |
| "Tudo Vale a Pena?" (com Sérgio Britto) | 2022 | Não adicionado à nenhum álbum        |
| "Mágoas Passadas"                       | 2024 | Enfrente                             |
| "Dono da Verdade"                       | 2024 | Enfrente                             |
| "Alívio Imediato"                       | 2024 | Enfrente                             |
| "Covarde Digital"                       | 2024 | Enfrente                             |
| "Fuzis e Refrões" (com Blind Pigs)      | 2024 | Não adicionado à nenhum álbum        |

### Singlespromocionais
| Título                                         | Ano  | Álbum                         |
| ---------------------------------------------- | ---- | ----------------------------- |
| "Atordoado" (part. Rodrigo Lima)               | 2004 | Chegou a Hora de Recomeçar    |
| "Que País É Este" (com Maneva, MC Zaac e Clau) | 2018 | Não adicionado à nenhum álbum |
| "Por Quê?"                                     | 2020 | Não adicionado à nenhum álbum |
| "Pregur"                                       | 2020 | Não adicionado à nenhum álbum |
| "Escravos"                                     | 2020 | Não adicionado à nenhum álbum |
| "Oriente"                                      | 2020 | Não adicionado à nenhum álbum |
| "Ditados"                                      | 2020 | Não adicionado à nenhum álbum |
| "Quando..."                                    | 2020 | Não adicionado à nenhum álbum |
| "2014"                                         | 2020 | Não adicionado à nenhum álbum |

## Videoclipes
| Título                          | Ano  | Direção                                                                             |
| ------------------------------- | ---- | ----------------------------------------------------------------------------------- |
| "Anteontem"                     | 2000 | Christian Targa                                                                     |
| "Regina Let's Go"               | 2001 | Felippe Segall e Mauricio Eça                                                       |
| "Tarde de Outubro"              | 2001 | Rodrigo Lewkowicz, Juliana Moraes, Roger Rodrigues, Oswaldo Sant'Anna e Vitor Avati |
| "O Mundo Dá Voltas"             | 2002 | Raul Machado e Toro                                                                 |
| "Desconfio"                     | 2002 | Maurício Eça e Kelly Marciano                                                       |
| "Dias Atrás"                    | 2003 | Maurício Eça e Felipe SegalI                                                        |
| "Não Sei Viver Sem Ter Você"    | 2003 |                                                                                     |
| "Ontem" (ao vivo)               | 2004 |                                                                                     |
| "Um Minuto Para O Fim Do Mundo" | 2005 |                                                                                     |
| "Irreversível"                  | 2005 | Carmine Bagnato                                                                     |
| "Apostas & Certezas"            | 2006 | Raul Machado                                                                        |
| "Além de Nós"                   | 2007 |                                                                                     |
| "Nossa Música"                  | 2008 | Ricardo Spencer                                                                     |
| "Escolhas, Provas E Promessas"  | 2008 | Rodrigo Lewkowicz                                                                   |
| "Estranho no Espelho"           | 2009 | Christian Targa                                                                     |
| "Vida ou Morte"                 | 2010 | Rodrigo Giannetto                                                                   |
| "Cavaleiro Metal" (versão fã)   | 2011 |                                                                                     |
| "Minoria" (versão fã)           | 2011 |                                                                                     |
| "Hospital do Sofredor"          | 2011 |                                                                                     |
| "Abominável"                    | 2012 | Daniel Ferro                                                                        |
| "CPM 22"                        | 2013 | Gustavo Michelucci                                                                  |
| "Perdas" (ao vivo)              | 2013 |                                                                                     |
| "Pra Sempre" (ao vivo)          | 2013 |                                                                                     |
| "Ser Mais Simples"              | 2017 | Daniel Ferro                                                                        |
| "Honrar Teu Nome"               | 2019 | Kayo Perez                                                                          |
| "Tudo Vale A Pena?"             | 2022 | Derick Borba                                                                        |
| "Mágoas Passadas"               | 2024 | Rodrigo Giannetto                                                                   |
| "Dono Da Verdade"               | 2024 | Rodrigo Giannetto                                                                   |